# یوشیکو تاناکا (بازیکن تنیس روی میز)
یوشیکو تاناکا (انگلیسی: Yoshiko Tanaka؛ زادهٔ ) یک بازیکن تنیس روی میز اهل ژاپن است. 
وی در مسابقات کشوری و بین‌المللی در مجموع برنده ۱ مدال طلا، ۳ مدال نقره، ۳ مدال برنز شده‌است.